# Seraj w Nazarecie
Seraj w Nazarecie (hebr. בית הסראייה) – seraj zlokalizowany na Starym Mieście Nazaretu, na północy Izraela.

## Historia
W połowie XVIII wieku beduiński szejk pochodzący z Tyberiady, Zahir al-Umar zbuntował się przeciwko Osmanom. Opanował i ufortyfikował Akkę, która stała się jego głównym miastem. Położone w Dolnej Galilei miasto Nazaret odgrywało ważną rolę w kształtowaniu lokalnej gospodarki. To właśnie Zahirowi al-Umarowi przypisuje się wybudowanie około 1740 roku seraja w Nazarecie. Był to w owym czasie najważniejszy i najbardziej imponujący budynek w mieście. Mieścił on osobiste apartamenty Zahira al-Umara, biura administracji, stajnie oraz cele więzienne. W połowie XIX wieku dobudowano portyk, a na początku XX wieku wieżę zegarową (była to jedna z siedmiu wież zegarowych wzniesionych w Palestynie z okazji 25-lecia panowania sułtana Abdülhamida II). Początkowo w seraju znajdowały się także pomieszczenia do modlitw wiernych muzułmanów. W 1812 roku funkcję tę przejął nowo wybudowany Biały Meczet.
Po 1948 roku w budynku mieściła się siedziba izraelskich władz administracyjnych (w 1991 r. przeniosła się do nowego budynku). Obecnie budynek pozostaje opuszczony, planuje się jednak jego odnowienie i urządzenie miejskiego muzeum.

## Architektura
Seraj jest dwupiętrowym zabytkowym budynkiem, przy którym wznosi się renesansowa wieża zegarowa. Wieża została wzniesiona na planie kwadratu. Z każdej strony widnieją okrągłe otwory, w których w przeszłości mieściły się zegary.

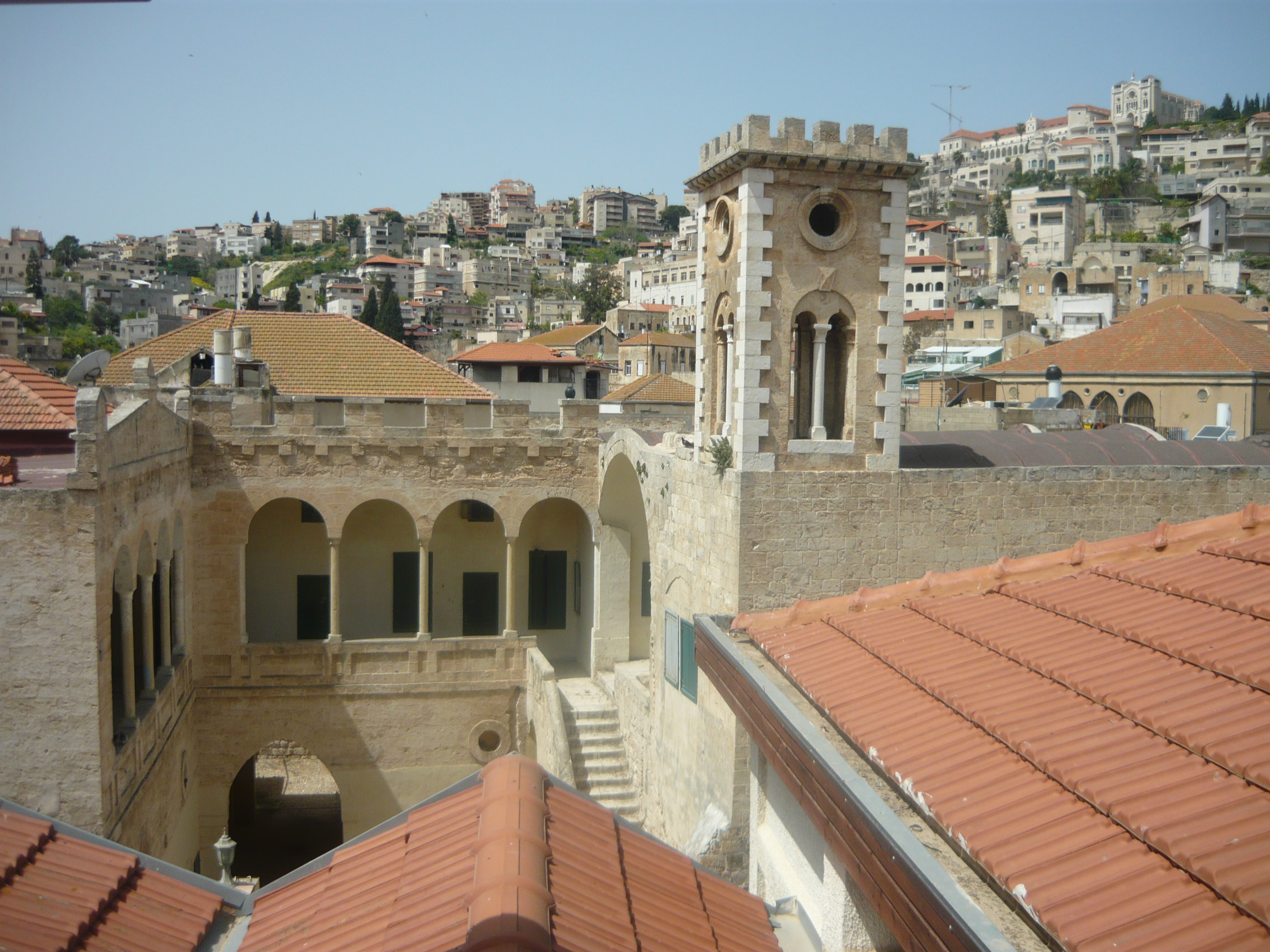
Seraj w Nazarecie